# Бисер (река)
Бисер — река в Горнозаводском городском округе Пермского края, приток Койвы. Впадает в Койву в 86 км от её устья, справа. Длина реки 19 км. Истоки реки у южного подножия горы Вижайский Камень, примерно в 4 км западнее посёлка Тёплая Гора. От истока река течёт на юг и юго-запад. Устье в посёлке Старый Бисер, где в 1787 году на реке создан Бисерский пруд для работы железоделательного завода. Основной приток — река Мёрзлая, которая от истока в посёлке Бисер течёт на юг и впадает в реку Бисер справа, в верховьях Бисерского пруда.

## Данные водного реестра
По данным государственного водного реестра России, река относится к Камскому бассейновому округу, бассейн реки Кама, подбассейн — Кама до Куйбышевского водохранилища (без бассейнов рек Белой и Вятки), водохозяйственный участок реки — Чусовая от в/п пгт. Кын до устья. Код объекта в государственном водном реестре — 10010100712111100011238.